# Regeneration (Ökologie)

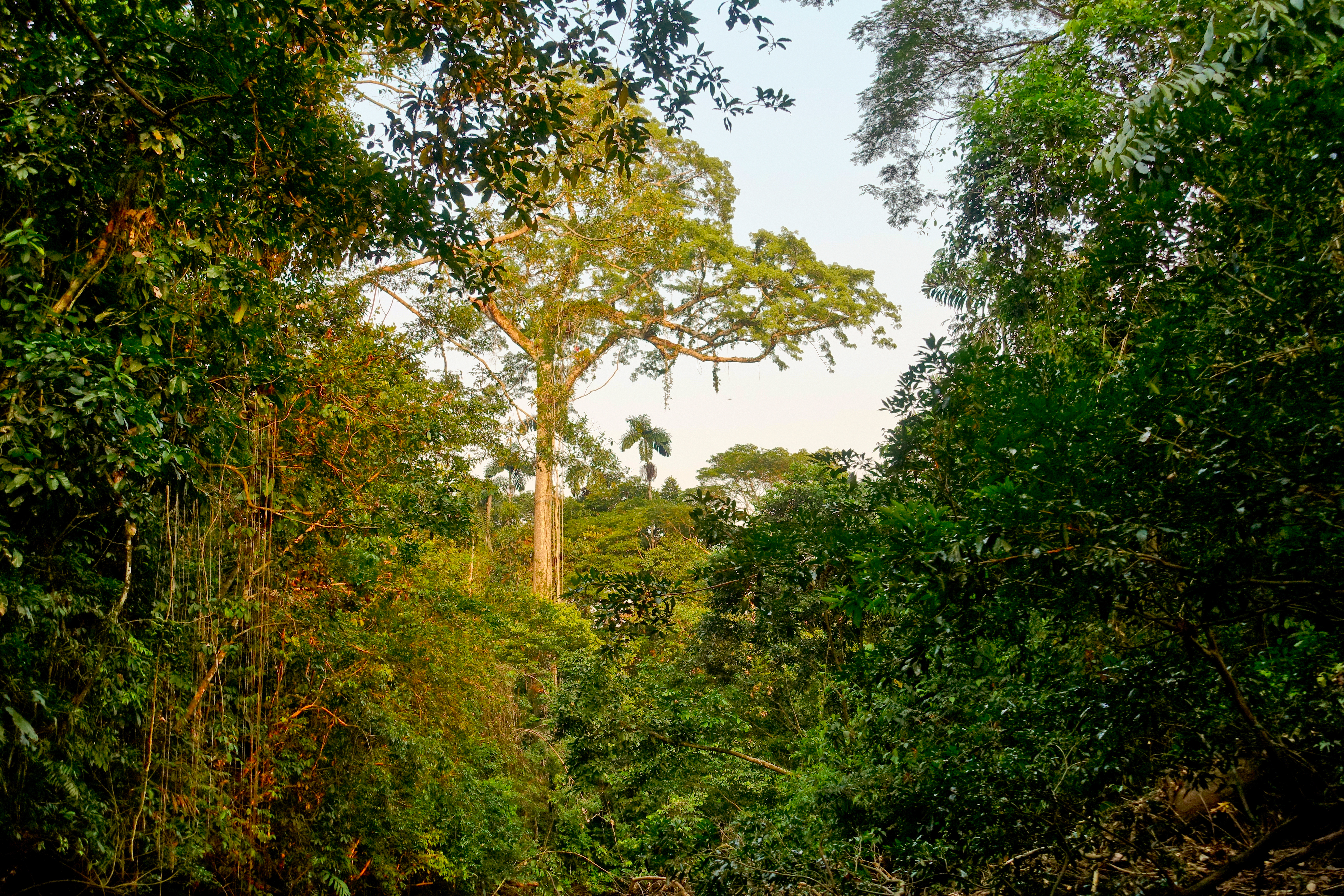
Tropischer Regenwald mit Überhältern, außerordentlich hoher Artenvielfalt und Emergenten als Indiz für hohe Regenerationsfähigkeit

Unter Regeneration wird in der Ökologie und Umweltökonomik die Fähigkeit von Ökosystemen verstanden, eine durch Störung verursachte Veränderung nach dem Ende der Störung rückgängig zu machen und den vor dem negativen Einfluss herrschenden Zustand wiederherzustellen.

## Allgemeines
Diese vom Ökologen Matthias Schaefer stammende Definition betrifft die ökologische Regeneration, die er neben der Regeneration (Physiologie), der Rekuperation (Technik) und der sekundären Sukzession als Regenerations-Varianten anderer Fachgebiete erwähnt.
Das Wort Regeneration kann sprachlich mit „Wiedererzeugung“ oder „Wiederherstellung“ übersetzt werden (lateinisch regenerare, „wiedererzeugen“). 
Die Regeneration von Pflanzen und Tieren ist auch für den Menschen von Bedeutung, weil er Nutzpflanzen und Nutztiere unter anderem für seine Ernährung benötigt. Werden diese für Verarbeitungsstufen in der Agrarproduktion oder Tierproduktion eingesetzt, werden sie durch den Produktionsprozess zu nachwachsenden Rohstoffen transformiert.
Die für eine Regeneration wesentliche, naturgegebene Entwicklung in Richtung des ursprünglichen Zustands wird auch als natürliche Regeneration oder passive Renaturierung bezeichnet.

## Ökologische Aspekte
Bei der Regeneration handelt sich um die Fähigkeit von Ökosystemen, eine durch externe Einwirkungen hervorgerufene Störung nach deren Beendigung wieder rückgängig zu machen und den vorherigen Zustand wiederherzustellen. Eine Störung in diesem Sinne kann – neben Naturkatastrophen – auch in einem Eingriff des Menschen bestehen (durch die Ernte von Nutzpflanzen, Schlachtung von Nutztieren, Fischfang von Speisefischen). Der Begriff hat sowohl in der Ökologie als auch im Naturschutz Bedeutung und bezeichnet einerseits den Austausch älterer durch jüngere Individuen in ungestörten Populationen und Lebensgemeinschaften, andererseits auch den Prozess der Erholung einer Population, einer Biozönose oder eines Ökosystems nach einer Störung. Solange der Boden erhalten bleibt, ist die Biozönose rascher möglich. Das gilt entsprechend für den Gewässerschutz. 
Schaefer nennt als Beispiel einer Störung die Einleitung von Abwässern in einen See, der nach Beendigung der Einleitung regenerieren kann. Wenn sich ein degradiertes Ökosystem regenerieren kann, weil Störungen und Belastungen reduziert oder beendet werden und keine unüberwindbaren Ausbreitungsschranken bestehen, geschieht dies durch natürliche Sukzession.
Der biologische Regenerationsprozess geschieht entweder in situ (bei Pflanzen) oder durch Reproduktion (Pflanzen/Tiere), die Regeneration der abiotischen Bedingungen wird entweder durch Nutzungspausen (Brachen) oder aktive Eingriffe (Bewässerung, Düngung) erreicht.

## Arten
Unterschieden wird zwischen der natürlichen und der gelenkten Regeneration:
- Die natürliche Regeneration erfolgt ohne anthropogene Eingriffe (Restauration) durch Fortpflanzung und Wachstum der Pflanzen und Tiere.
- Die gelenkte oder gesteuerte Regeneration wird vom Menschen durch ökotechnische Maßnahmen (Baumschule, Fischzucht, Tierzucht, Wiederaufforstung) gesteuert.

Orientiert sich die Nutzung des Menschen am natürlichen Wachstum der Pflanzen- oder Tierbestände, so handelt es sich um eine regenerative Nutzung.
Das Kriterium der Regenerationsfähigkeit drückt aus, ob ein Objekt nach einer störungs- oder belastungsbedingten Abweichung von einem Ausgangszustand eigenständig oder mit menschlicher Hilfe zu diesem zurückzukehren vermag.

## Umweltökonomie
Nachhaltige Bewirtschaftung bedeutet, die von den Ökosystemen bereitgestellten natürlichen Ressourcen nur in dem Maße zu beanspruchen, wie diese sich regenerieren können. Eine Ressource wird dann nachhaltig genutzt, wenn die Intensität der Nutzung die Geschwindigkeit der Nachlieferung nicht übersteigt. Formal ist eine Nutzung {\displaystyle N} nachhaltig, wenn sie mit der Regeneration {\displaystyle R} übereinstimmt:
{\displaystyle N=R}.
Wird dagegen mehr verbraucht als nachgeliefert werden kann ({\displaystyle N>R}), dann wird der Pflanzen- und Tierbestand im Übermaß genutzt, was eine schädliche Übernutzung (Raubbau) bedeutet. Sie führt dazu, dass der Bestand an Nutzpflanzen und Nutztieren abnimmt und sich die Artenvielfalt verringert oder trägt zum Artensterben bei. Das ist der Fall bei allen Arten der Übernutzung. Hierzu gehören die Überweidung oder Überdüngung von Agrarflächen; Überjagung der Tierwelt; Überfischung der Weltmeere sowie Raubbau in Wäldern. Der Raubbau im Bergbau betrifft nicht erneuerbare Rohstoffe und verringert erheblich deren Reichweite. Für deren Neubildung sind Jahrmillionen erforderlich, die in menschlichen Zeitmaßstäben nicht erfassbar sind. Umgekehrt führt eine geringere Nutzung zur Ressourcenschonung ({\displaystyle N<R}).
„Die Nutzung einer Ressource muss in einem sinnvollen Verhältnis zu ihrer Regeneration stehen, denn wenn die Nutzungsintensität größer als die Regenerationsfähigkeit der Ressource ist, reduziert dies mit zunehmender Nutzungsdauer die mögliche Nutzungsintensität“. Bei nachhaltiger Nutzung einer Ressource darf deren Nutzung {\displaystyle N} nicht die Regeneration {\displaystyle R} übersteigen ({\displaystyle N<R}).  
In Nationalparks, Naturschutzgebieten und Naturparks ist die Regenerationsfähigkeit der Ökosysteme am deutlichsten erkennbar. Deren Regenerationsfähigkeit führt zur Wiederherstellung oder Erhaltung des ökologischen Gleichgewichts, sofern eine endogene Beeinträchtigung die Elastizität der Ökosysteme nicht beeinträchtigt hat.

## Abgrenzung
Die Regeneration darf nicht verwechselt werden mit der sekundären Sukzession, bei der sich die Pflanzenwelt in einem bestimmten Gebiet nach einer Störung (wieder) neu entwickelt. Die Restitution ist eine zumindest in ihren Anfängen anthropogen gesteuerte Sukzession, während die Regeneration eine autogene Sukzession ist. Resilienz ist Heinz Ellenberg zufolge die Fähigkeit, „nach wesentlichen Artenverschiebungen (z. B. vom Wald zu Krautgewächsen) durch eine mehr oder minder langfristige Sukzession von anderen Ökosystemen wieder zum ursprünglichen Artengefüge zurückzukehren.“